# Luis Carlos Galán
Pour les articles homonymes, voir Galan.
Luis Carlos Galán Sarmiento, né le 29 septembre 1943 à Bucaramanga (Santander) et mort assassiné le 18 août 1989 à Soacha (Cundinamarca), est un journaliste et homme politique libéral colombien.

## Biographie
Luis Carlos Galán s'est présenté à deux reprises à la présidence de la Colombie, la première fois en tant que représentant du Parti libéral en 1982 où il a perdu face à Belisario Betancur Cuartas. Ces résultats défavorables l'ont encouragé à concentrer ses aspirations dans son mouvement politique appelé « Nuevo Liberalismo » (Nouveau Libéralisme) qu'il avait fondé en 1979. La seconde fois, il est candidat à l'élection présidentielle de 1990, mais il est assassiné en août 1989 et César Gaviria est élu.  
Luis Carlos Galán s'est déclaré l'ennemi des dangereux et influents cartels de la drogue colombiens qui corrompaient la société colombienne à tous les niveaux, tels que le cartel de Medellín fondé par Pablo Escobar, qui avait fait partie de Nuevo Liberalismo, et par José Gonzalo Rodríguez Gacha surnommé « El Mexicano », entre autres.
Après avoir reçu plusieurs menaces de mort, le 18 août 1989, pendant un meeting dans la  ville de  Soacha, Luis Carlos Galán est abattu par des tueurs à gages embauchés par les cartels de la drogue. Jhon Jairo Velásquez, un des fidèles lieutenants de Pablo Escobar, a admis avoir organisé l'assassinat de Luis Carlos Galán. Ce dernier, touché par plusieurs balles, a été transporté à l’hôpital Kennedy de Bogota où il est mort des suites de ses blessures.